# Office of Trade and Manufacturing Policy
Das Office of Trade and Manufacturing Policy (OTMP, englisch für: „Amt für Handel und Industriepolitik“) war eine vom US-amerikanischen Präsidenten Donald Trump eingerichtete Stelle, die am Regierungssitz im Weißen Haus in Washington die Handelspolitik unter Trumps erster Amtszeit begleitete. Offiziell koordinierte die Einrichtung die Arbeit zwischen der US-Administration mit den verschiedenen Regierungs-Ministerien.

## Geschichte
Das OTMP existierte zunächst ab dem 20. Januar 2017 unter dem Namen National Trade Council (englisch für: Nationaler Handelsrat). Als ersten Leiter der Einrichtung und „Direktor für Handel und Industriepolitik“ nominierte Donald Trump vor Weihnachten 2016 den US-Amerikaner Peter Navarro, bis dahin Professor für Wirtschaftswissenschaften an der Paul Merage School of Business in Kalifornien und ausgewiesenen Gegner der Handelspolitik Chinas.
Als „Nationaler Handelsrat“ bestand das Gremium aber nur etwa drei Monate, dann wurde die Stelle mit Wirkung zum 29. April 2017 zum OTMP umstrukturiert und damit Peter Navarros Titel entsprechend angepasst. Nach einer zweiten Restrukturierung im September 2017 verlor Navarros zuvor scheinbar wichtiger Posten die meiste Bedeutung: Der OTMP wurde dem Nationalen Wirtschaftsrat unter Führung von Stabschef John F. Kelly unterstellt, welcher den Zugang von politischen Beratern zu Trump regulierte.
Navarro blieb jedoch OTMP-Direktor und gewann ab Frühjahr 2018 allmählich neuen informellen Einfluss auf die Handelspolitik Trumps. Dabei fiel Navarro international durch Kritik an den westlichen Handelspartnern auf, die er später zurückziehen musste. Auch Chinas Handelspolitik blieb ein zentrales Thema in den Berichten des OTMP. Navarro nutzte die Stellung, um seine politische Idee einer umfassenden US-amerikanischen Zollpolitik voranzubringen: 2019 gab sein Amt einen Bericht heraus, welches Vergeltungszölle gegenüber Handelspartnern vorschlug. Ein entsprechender Gesetzesentwurf scheiterte bereits in Vorverhandlungen mit dem Kongress.
Aufgrund der Covid-Pandemie erhielt das OTMP im März 2020 erweiterte Kompetenzen, um im Rahmen des Defense Production Act die Produktions- und Lieferketten zu beaufsichtigen und so Güterknappheiten vorzubeugen. Ein Bericht des OTMP, der 78 handels- und produktionspolitische Maßnahmen Donald Trumps hervorhob, zog jedoch Kritik auf sich, da mehrere dieser Leistungen keinen Zusammenhang mit der Covid-Krise hatten. Auch weitere Berichte pro Bundesstaat, welche die Schaffung neuer Arbeitsplätze im Rahmen der Pandemiemaßnahmen hervorhoben, wurden von der Opposition kritisiert, da vor der Wahl 2020 nur Berichte zu Swing States erschienen, und damit einen Eingriff in den Wahlkampf darstellten.
Das OTMP bestand bis zum 20. Januar 2021, als der neue US-Präsident Joe Biden das Amt nicht neu besetzte.
In der zweiten Amtszeit Donald Trumps wurde Navarro erneut zum senior counselor for trade and manufacturing ernannt; diese Stellung ging allerdings nicht mit einer offiziellen Wiederbelebung des OTMP einher.